# Bogislav Carl von Schmeling
Bogislav Carl von Schmeling (* 1756 in Diekow in der Neumark; † 20. Dezember 1831 in Nassenheide) war ein preußischer Leutnant und Landrat.

## Herkunft
Bogislav Carl von Schmeling war Angehöriger des Adelsgeschlechts Schmeling. Er war der Sohn von Bogislav Friedrich Heinrich von Schmeling (1703–1774), Erbherr auf Todenhagen, Dresow, Putschow, Buchwald und Dieckow. Seine Mutter war Magdalene Charlotte, geb. von der Marwitz aus dem Hause Sellin.

## Leben
Er trat um das Jahr 1772 in das preußische Heer ein. Nachdem er im Dragoner-Regiment von Bayreuth bis zum Rang eines Leutnants aufgestiegen war, wurde er nach 18 Jahren vom Militärdienst verabschiedet. In Ostpreußen erwarb er im Anschluss das Gut Klein Siewken im Wert von 36.000 Talern. Im März 1792 wurde er von den Ständen des preußisch-litauischen Kreises Seehesten zum Nachfolger des verstorbenen Landrats Eberhard Friedrich Wilhelm von Graevenitz gewählt. Nachdem er Mitte 1792 vor der Kriegs- und Domänenkammer Königsberg sein Rigorosum mit gutem Ergebnis bestanden hatte, wurde er formal zum Landrat bestallt. Ihm im Amt folgte 1806 George Christian von Hippel.

## Persönliches
Bogislav Carl von Schmeling war zur Hälfte Erbherr von Nassenheide. Er war seit dem 30. Januar 1781 mit Friederike Henriette Ulrike Scholastika (* 10. April 1759; † 20. Dezember 1831), geb. Gräfin von Lepel, Herrin auf Reußen, verheiratet. Ihre gemeinsamen Kinder waren Luise Charlotte Henriette Amalie (* 4. Mai 1782; † 15. oder 16. März 1824) und Wilhelm Bogislav Karl Heinrich (* 1782 oder 1785; † Mai 1834).